# SSP-samarbejdet
SSP-samarbejdet er i Danmark et samarbejde mellem skole, socialforvaltning og Politiet på kommunalt niveau. Formålet med samarbejdet er at forebygge kriminalitet blandt børn og unge. Samarbejdet blev startet i 1975 af Det Kriminalpræventive Råd og har siden fået deltagelse af flere aktører, såsom jobcentre, boligforeninger, idrætsforeninger og Kriminalforsorgen.